# Chapelle-à-Oie
Pour les articles homonymes, voir Chapelle (homonymie).
Chapelle-à-Oie est une section de la ville belge de Leuze-en-Hainaut située en Région wallonne dans la province de Hainaut. C'était une commune à part entière avant la fusion des communes de 1977.

## Géographie
Chapelle-à-Oie est situé sur la route Tournai - Ath, à 4,5 km de Leuze-en-Hainaut.

## Évolution démographique
- Sources : INS, Rem. : 1831 jusqu'en 1970 = recensements, 1976 = nombre d'habitants au 31 décembre.

## Historique
À l'origine la commune s'appelait Capelle, Capièle (orthographe en 1186).
En 1691, il y eut un combat, à l'endroit dit Mont-d'Or, entre le prince de Waldeck, qui commandait les alliés et le Maréchal de Luxembourg (voir dans Histoire de Leuze).
Une nouvelle église à Chapelle-à-Oie
Aux archives de l'État à Mons, existe un document daté de 1776 au sujet de la construction d'une église pour 450 personnes. Elle devait contenir, sans y comprendre le chœur, 1 871 pieds carrés!
Limites des Chapelle (Oie et Wattines)
D'après le curé Gorez, un décret impérial du 30 thermidor an XIII (1805) établit comme limite des deux communes la chaussée d'Ath à Tournai, pour le civil seulement car pour le spirituel, on conserve l'ancienne limite située au-delà du pavé (côté Chapelle -à-Oie). Cette limite était indiquée par l'ancien chemin qui se trouvait à 300 mètres au-delà du pavé.
Distribution de harengs
Au XVIIIe siècle, on distribuait aux pauvres des harengs. Dans les comptes de 1773, les déshérités en ont reçu pour la somme de 3 livres 18 sols.
Le Raboire
Autrefois, le soir du jour où la dernière charretée est rentrée à la ferme, un repas copieux réunissait le personnel de l'exploitation; on chantait, on mangeait et on dansait au son de l'accordéon. Le dimanche qui suivait, les paysans fêtaient le 'raboire' au café du 'Gédève'. Le moment crucial était celui où les convives tuaient le coq d'août. Un gros coq, tué au préalable, pendait à une potence; à tour de rôle, les yeux bandés, les hommes essayaient de lui couper la tête d'un coup de bâton. Pour que le corps de l'animal ne soit pas disloqué, on le protégeait avec un vieux panier, seuls le cou et la tête dépassaient. Un banquet terminait la soirée.
Les prix de commune au jeu de balle
Vers 1930, au prix de la commune au jeu de balle, tous les hommes valides étaient classés en cordiers, petits milieux et fonciers; les équipes étaient constituées par tirage au sort. Le soir de la finale, tous les joueurs participaient à un banquet : moules, tripes, boudins...
La kermesse de village
Jadis, Marie Bette, sa charrette et son baudet, donnaient de la joie aux enfants de nos communes agricoles. Pensez donc, pour 1 gigot (centime) ils se procuraient un caramel et un lacet en anis; pour 1 cens (2 gigots), ils recevaient un ballon à broque, une tablette de réglisse ou un bout de ficelle enrobé de sucre candi. Pour fêter la ducasse, les mieux lotis disposaient tout au plus de 20 gigots. Toutefois, les parents exigeaient que la majeure partie des sous récoltés aille dans la tirelire ou à la Caisse d'épargne. Certains gosses serraient précieusement leur argent au fond de leur poche et se contentaient de regarder leurs copains au tourniquet ou au tir à la ficelle.